# Lliçà d’Amunt
Lliçà d’Amunt ist eine katalanische Stadt in der Provinz Barcelona im Nordosten Spaniens. Sie liegt in der Comarca Vallès Oriental.